# Ábránka
Ábránka (ukránul: Абранка [Abranka]) község Ukrajnában, Kárpátalján a Munkácsi járásban.

## Fekvése
Volóctól északnyugatra, Alsóvereckétől délre fekvő település.

## Nevének eredete
A falut a 17. században Nagy-Abránkának nevezték. Nevét az azonos nevű patakról kapta. A víznévben valószínűleg a magyar régi Ábrám ’Ábrahám’ személynév kicsinyítő képzős alakja található (1138/1329: Abran, Szabó 1936: 132). Ukrán eredetét kizárhatjuk, ugyanis ez a keresztnév az ukránban Avram formában él (vö. 1398: Аврам, Авраамъ, SlStaroukr. 1: 64–5), míg a ruszinban Абрунъ ’Abris, Abráhám’(ЧОПЕЙ 1) alakban használatos. A kárpátaljai ukránok körében előforduló Абрагам ’Ábrahám’ családnév (1704: Abraham István [!], ЧУЧКА 36) magyar eredetű.

## Története
Ábránka 1610-ben Nagj Abranka néven volt említve. Későbbi névváltozatai: 1645-ben Nagy Abramka, 1728-ban Abrahanka, 1773-ban
Nagy Abranka, 1877-ben Ábránka (Nagy-), Ábránka (Kis-) (Hnt.), 1924-ben és 1930-ban Abranka,, 1983-ban Абранка (ZO.).
A trianoni békeszerződés előtt Bereg vármegye Alsóvereckei járásához tartozott.

## Népessége
1910-ben 348 lakosából 15 német, 332 ruszin lakosa volt. Ebből 332 görögkatolikus, 15 izraelita volt.
1991-ben 627 lakosa volt.
A 2001-es népszámlálás során a lakosság (584 fő) 99,3%-a ukrán, 0,3% orosz, 0,3% magyar anyanyelvűnek vallota magát.